# Тоне Переновски
Тоне Пенков Переновски (Цветан) е участник в комунистическото съпротивително движение по време на Втората световна война, български партизанин.

## Биография
Тоне Переновски е роден 4 май 1909 г. в с. Столник, Новоселско. Член на БКМС от 1930, а на БКП от 1931. В периода 1932 – 1936 е политически емигрант в СССР.
Емигрира в СССР. Висше образование завършва в УНМЗ през 1936 г.
Завръща се в България. За политическа дейност е осъден по ЗЗД. Присъдата изтърпява в Сливенския затвор (1938).
Участва в комунистическото съпротивително движение по време на Втората световна война. Интерниран в лагера Кръстополе. Успява да избяга и преминава в нелегалност. Партизанин от 1942 година. Участва в създаването и е командир на Партизански отряд „Чавдар“ (септември 1942-октомври 1943). От 8 ноември 1944 година е помощник-командир на пети бомбардировъчен полк.
След 9 септември 1944 г. служи като политически офицер в БНА, заместник-командир на 8-а Пехотна дивизия и в щаба на въздушните войски. Преминава на стопанска работа и е първи заместник-председател на Главно управление на пътищата. През 1969 г. е повишен в звание генерал-майор от запаса. Член на ЦК на БКП (1966 – 1976).  Награждаван е с орден „Свети Александър“, V степен, м.с.